# Роскилле (аэропорт)
Аэропорт Копенга́ген Ро́скилле (дат. Københavns Lufthavn, Roskilde; ИАТА: RKE, ИКАО: EKEB) — региональный аэропорт в Дании, расположенный в 6 километрах к юго-востоку от города Роскилле и 29 километрах к западу от Копенгагена в регионе Зеландия. 
В основном аэропорт обслуживает местные и чартерные рейсы, а также рейсы аэротакси и учебные полеты. Оператором аэропорта является та же компания, что и у основного аэропорта Копенгагена Каструп — Københavns Lufthavne.
С 2004 года аэропорт также используется датскими ВВС, в аэропорте размещена поисково-спасательная эскадрилья 722, обеспечивающая поисково-спасательные работы в датской части Балтийского моря, располагавшаяся ранее на авиабазе Верлёсе, закрытой в 2004 году.

## История
Проект создания аэропорта появился в 1960-х годов. Работы по строительству аэропорта начались в начале 1970-х, и были завершены 1 апреля 1973 года. Согласно планам, аэропорт должен был принимать внутренние рейсы и обслуживать до 200 тысяч пассажиров в год (таких показателей планировалось достичь к середине 1980-х). Однако из-за нефтяного кризиса 1973 года объем авиаперевозок резко сократился, в результате чего планируемые объемы перевозок не были достигнуты. Аэропорт в Роскилле стал использоваться преимущественно для обслуживания частной авиации, рейсов авиатакси и учебных полетов. Аэропорт также принимал ряд регулярных рейсов в Ольборг, Тистед, Стаунинг, а также в Латвию. 
В 1990 году управляющая аэропортом компания Københavns Lufthavne, находившаяся ранее в собственности Министерства транспорта Дании, была приватизирована, после чего аэропорт стал частным. В 2002 году авиакомпания Ryanair выражала заинтересованность в организации полетов из Роскилле в лондонский аэропорт Станстед, однако эти планы не были реализованы.